# Apatania nielseni
Apatania nielseni är en nattsländeart som beskrevs av Schmid 1954. Apatania nielseni ingår i släktet Apatania och familjen Apataniidae. Inga underarter finns listade i Catalogue of Life.